# 五条為学
五条 為学（ごじょう ためざね）は、室町時代後期から戦国時代にかけての公卿。五条為親の子。幼名は文地丸。官位は正二位・権大納言。五条家10代当主。日記『拾芥記』で知られている。

## 経歴
文明13年（1481年）、父・為親が倒れたために、4月23日にも元服前に関わらず急遽内裏に初出仕し、同年5月9日父が病死する。ところが、為学の母は彼を五条家の同族である高辻長直の妻の養子にしたと宣言して播磨国にあった夫の遺領に下って自らのものにしようとした。その母も文明16年（1484年）に死去したが、この時に母に他家の養子になったと宣言された為学に五条家の相続資格があるのかどうかが議論になったことが『資益王記』に見える。その後、高辻長直の奔走で為学の五条家相続が実現され、同年には学問料の支給が行われた。母に捨てられる形となった為学は長直によって育てられ、長享元年（1487年）11月21日には為学の元服の儀が行われ、同3年（1489年）6月26日に叙爵を受けた。
若年より朝儀における執筆役を務め、三条西実隆や甘露寺親長からもその能力を高く評価された。その後、明応5年（1496年）1月20日に少納言、同8年（1499年）12月17日に大内記に任ぜられ、文亀元年（1501年）3月20日には29歳で文章博士になった。永正11年（1514年）5月13日に従三位となり、同13年（1516年）2月6日に参議に任ぜられる。享禄3年（1530年）9月13日には前年の東坊城和長の死去によって空席となっていた北野の長者となる。大永8年（1528年）5月24日に正二位となり、天文5年（1536年）3月5日に後奈良天皇の侍読に任ぜられ、同10年（1541年）1月16日に権大納言に任ぜられる（2月18日に辞任）。
天文12年（1543年）6月30日、薨去。享年72。

## 系譜
- 父：五条為親
- 母：不詳
- 妻：不詳
  - 男子：五条為康